# Czernyszewskij
Czernyszewskij – osiedle typu miejskiego w Rosji, w Jakucji. W 2010 roku liczyło 5025 mieszkańców.